# Шолданещки район
Шолданещки район е един от 32-та района на Молдова. Площта му е 598 квадратни километра, а населението – 36 743 души (по преброяване от май 2014 г.). Намира се в часова зона UTC+2. Пощенският му код е 272, а МПС кодът SD.